# Durban (Frankrijk)
Durban is een plaats en gemeente in de Franse departement Gers kanton Auch-Sud-Ouest.
Durban is niet al te grote gemeente. Het is 17,4 km² groot en ligt op 155 meter tot 277 meter hoogte in de bergachtige regio Occitanie. Durban kende in 2006 175 inwoners, 13 meer dan in 1999.
Het is niet ver gelegen van de stad Auch, dat een toeristisch trekpleister is in de regio. Ook profiteert Durban hiervan, vooral door de bloementeelt. Hoewel het ook wel toeristen zelf trekt is er geen hotel gevestigd, wel een aantal appartementen.

## Demografie
Onderstaande figuur toont het verloop van het inwonertal (bron: INSEE-tellingen).

1. ↑  Populations de référence 2022.